# Phylica dodii
Phylica dodii är en brakvedsväxtart som beskrevs av Nicholas Edward Brown. Phylica dodii ingår i släktet Phylica och familjen brakvedsväxter. Inga underarter finns listade i Catalogue of Life.